# مطار كامينا
مطار كامينا (إياتا: KMN، إيكاو: FZSB) هو مطار يخدم كامينا، وهي مدينة في مقاطعة كاتانغا بجمهورية الكونغو الديمقراطية.
مطار كامينا منفصل عن قاعدة كامينا الجوية العسكرية الأكبر، والتي تبعد 30 كيلومتر (19 ميل) إلى الشمال الشرقي.

## شركات الطيران والوجهات
| شركـات طيـران          | الوجهات   |
| ---------------------- | --------- |
| شركة الطيران الأفريقية | لوبومباشي |

## الحوادث
- في 21 يونيو 2007، تحطمت طائرة مروحية مزدوجة من طراز ليت-410 تديرها شركة طيران كاريبو في مستنقع بعد وقت قصير من إقلاعها من مطار كامينا. قُتل أحد الركاب، مبويو ميبانغا، عضو الجمعية الوطنية لجمهورية الكونغو الديمقراطية. وأصيب ما لا يقل عن 12 آخرين من بينهم طبيبان كونغوليان يعملان في منظمة الصحة العالمية.

## روابط خارجية
- مطار كامينا في خريطة الشارع المفتوحة
- مطار فيل في مطاراتنا
- تاريخ الحوادث لـ (Kamina-Ville Airport) على شبكة سلامة الطيران.